# Hilaroleopsis bicarinata
Hilaroleopsis bicarinata är en skalbaggsart som först beskrevs av Bates 1885. Hilaroleopsis bicarinata ingår i släktet Hilaroleopsis och familjen långhorningar.
Artens utbredningsområde är Panama. Inga underarter finns listade i Catalogue of Life.